# Fistulatus
Fistulatus is een halfvleugelig insectgeslacht uit de familie dwergcicaden (Cicadellidae). De wetenschappelijke naam van het geslacht is voor het eerst geldig gepubliceerd in 1997 door Zhang, Zhang en Chen. De typesoort van het geslacht is Fistulatus sinensis Zhang, Zhang & Chen, 1997

## Soorten
De volgende soorten zijn bij het geslacht ingedeeld:
- Fistulatus athena Shang & Zhang, 2003[2]
- Fistulatus bidentatus Cen & Cai, 2002[3]
- Fistulatus luteolus Cen & Cai, 2002[3]
- Fistulatus monkoboensis Shang & Zhang, 2003[2]
- Fistulatus rectilineus Shang & Zhang, 2006[4]
- Fistulatus quadrispinosus Lu & Zhang, 2014[5]
- Fistulatus sinensis Zhang, Zhang & Chen, 1997[1]